# Villalba de los Llanos
Villalba de los Llanos település Spanyolországban, Salamanca tartományban. Villalba de los Llanos Sanchón de la Sagrada, Carrascal del Obispo, Vecinos, Matilla de los Caños del Río és Aldehuela de la Bóveda községekkel határos. Lakosainak száma 110 fő (2024).

## Népesség
A település népessége az elmúlt években az alábbi módon változott:
| Lakosok száma | 189  | 182  | 178  | 167  | 150  | 142  | 137  | 126  | 120  | 110  |
|               | 2001 | 2004 | 2007 | 2009 | 2012 | 2014 | 2017 | 2019 | 2022 | 2024 |